# Emilio Paor
Emilio Paor (Trento, 1863 – Trento, 1935) è stato un architetto italiano, noto per il suo stile storico e neorinascimentale, che ha lasciato un'impronta significativa nell'architettura sia del Trentino che dell'Alto Adige tra la fine dell'Ottocento e l'inizio del Novecento.

## Opere

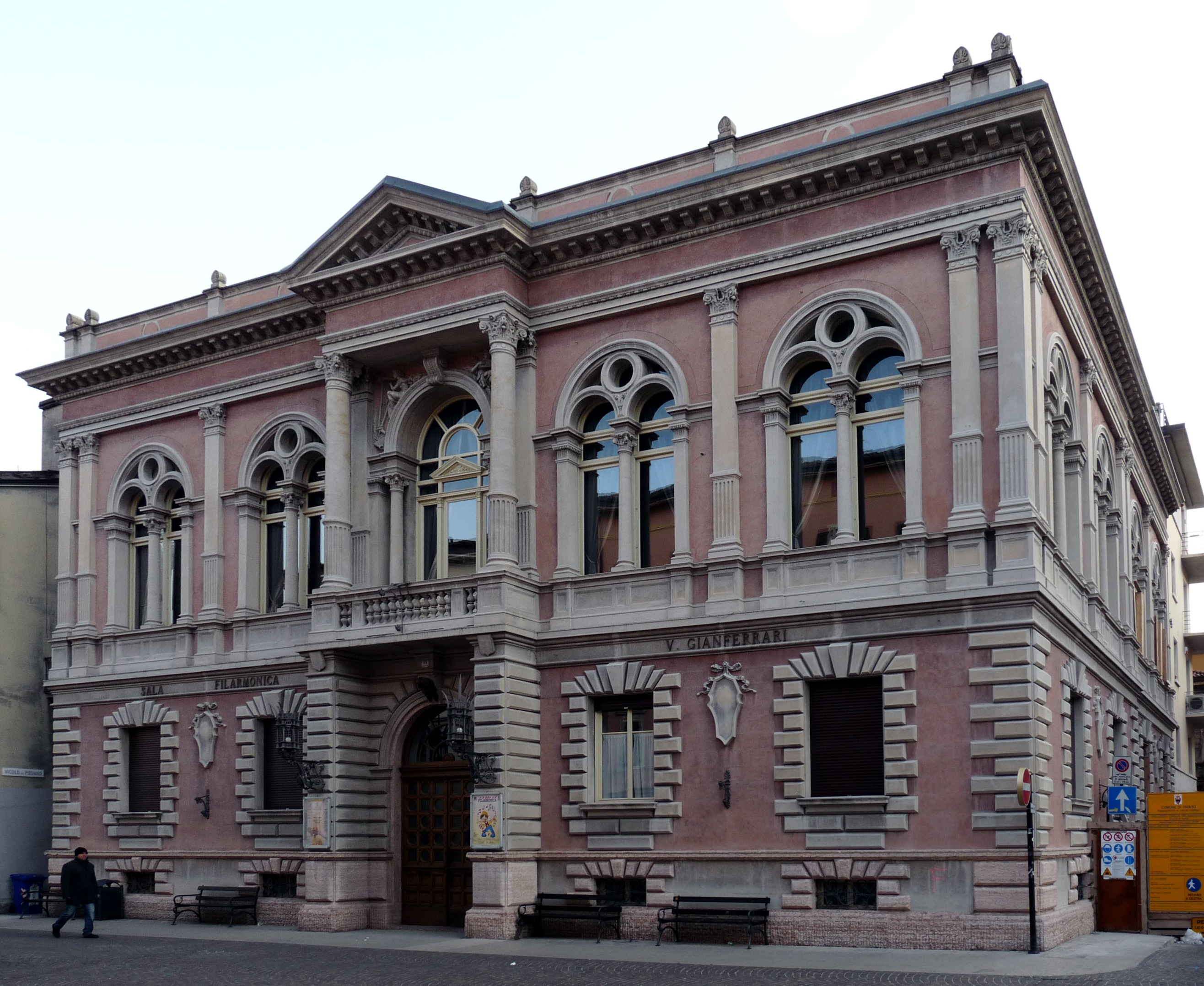
Palazzo della Filarmonica - facciata di nord-ovest

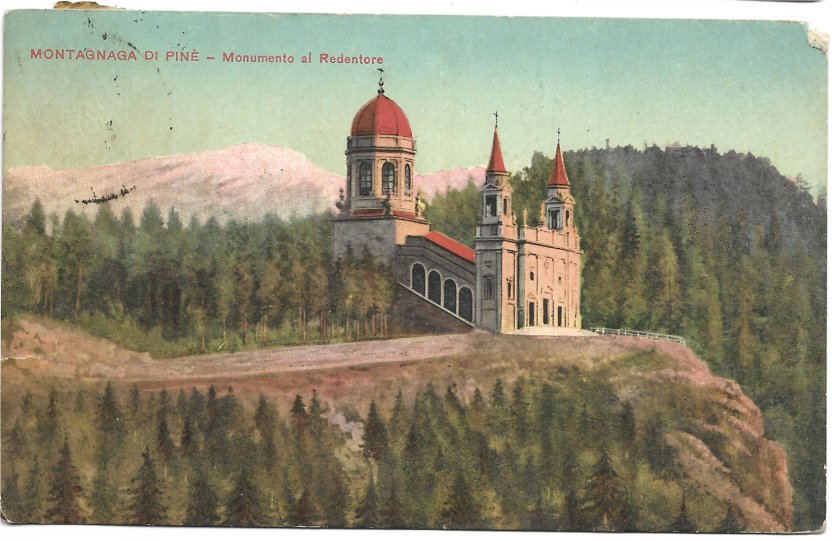
Monumento al Redentore, Montagnaga di Pinè

- Palazzo della Filarmonica di Trento - inaugurato nel 1905, è uno degli edifici più emblematici progettati da Paor. L’edificio ospita una sala da concerto e spazi per la scuola di musica, ed è ancora oggi fedele al progetto originale.[1]
- Chiesa del Santissimo Sacramento a Trento - esempio del suo rigore stilistico e della sua adesione al neoromanico.
- Ala occidentale dell'Imperial Hotel Trento - progettata da Paor nel 1898 e costruita nel 1900, rappresenta un ampliamento lussuoso dell’hotel, con ascensore idraulico e arredamenti di pregio. Oggi se non svolge più la sua funzione originaria, ma è sede della provincia autonoma di Trento.
- Villa Viesi a Piccolongo (Vadena) - residenza privata progettata per Silvio Viesi. La villa è isolata e immersa nel verde, con elementi architettonici raffinati come logge, torrette e finestre a bifora e trifora. L'edificio è ben conservato ed è stato poco alterato nel tempo.[2]
- Chiesa del Santissimo Cuore di Gesù a Gargazzone - costruita tra il 1900 e il 1902 in blocchi di porfido, è un esempio di stile neoromanico severo.
- Casa Paor in via Gocciadoro a Trento - una delle sue prime abitazioni private, meno nota rispetto ai suoi edifici pubblici, ma significativa per comprendere la sua evoluzione stilistica.
- Campanile della Chiesa di Santa Maria Maddalena a  Scurelle.
- Villa Niccolini alla Bolghera - Risale al 1934 e rappresenta l'ultima fase creativa di Paor, ancora fedele al suo stile neorinascimentale.[3]
- Chiesa dei Santi Vigilio e Valentino a Vezzano - un piccolo gioiello neoromanico, con rosone e archetti pensili in facciata, che riprende i canoni dell’architettura romanica.
- Monumento al Redentore a Montagnaga
- Progetto per l'ampliamento della chiesa di Scena - mai realizzato, ma interessante per comprendere la visione di Paor. Fu scartato in favore di un progetto dell'architetto viennese Eduard Hütter.